# Fred Sersen
Ferdinand „Fred“ Sersen (* 24. oder 25. Februar 1890 in Předměstí Veselí, heute zu Veselí nad Moravou, als Ferdinand Sršeň; † 11. Dezember 1962 in Los Angeles, Kalifornien) war ein US-amerikanischer Filmtechniker, der bei der Oscarverleihung 1940 zusammen mit Edmund H. Hansen den ersten Oscar für die besten Spezialeffekte erhielt.

## Biografie
Der aus dem damaligen Österreich-Ungarn stammende Sersen begann Anfang der 1930er Jahre als Fachmann für Spezialeffekte in der Filmwirtschaft Hollywoods und war erstmals bei A Connecticut Yankee (1931) an der Erstellung eines Films beteiligt. Im Laufe seiner 23-jährigen Karriere war er bei mehr als 220 Filmproduktionen tätig.
Zusammen mit Edmund H. Hansen gewann er 1940 erstmals den Oscar für die besten Spezialeffekte in dem Film Nacht über Indien (1939).
Danach folgten weitere Nominierungen in dieser Kategorie und zwar 1941 mit E.H. Hansen für The Blue Bird (1940), 1942 mit E.H. Hansen für A Yank in the R.A.F. sowie 1943 mit Roger Heman senior und George Leverett für Der Seeräuber (1942).
Bei der Oscarverleihung 1944 wurde er mit Roger Heman Sr. für den Film Crash Dive (1943) zum zweiten Mal mit dem Oscar für die besten Spezialeffekte ausgezeichnet.
Im Anschluss war er noch drei weitere Male für den Oscar in der Kategorie beste Spezialeffekte nominiert: 1945 zusammen mit R. Heman Sr. für Wilson (1944), 1946 mit Sol Halperin, Roger Heman senior und Harry M. Leonard für Die tollkühnen Abenteuer des Captain Eddie (1945) sowie zuletzt bei der Oscarverleihung 1949 mit Ralph Hammeras, Edward Snyder und R. Heman Sr. für Deep Waters (1948).
Während seiner Laufbahn arbeitete Sersen mit Filmregisseuren wie John Ford, Joseph L. Mankiewicz, Elia Kazan, George Seaton, Otto Preminger, Henry Hathaway, Samuel Fuller, Clarence Brown, Lloyd Bacon, Fritz Lang, Robert Wise, Walter Lang, Henry King und Archie Mayo zusammen.

## Filmografie (Auswahl)
- 1930: Der große Treck (The Big Trail) (Szenenbild)
- 1936: Unter zwei Flaggen (Under Two Flags)
- 1938: Chicago
- 1938: Suez
- 1939: Nacht über Indien (The Rains Came)
- 1940: Treck nach Utah (Brigham Young)
- 1941: A Yank in the R.A.F.
- 1941: Schlagende Wetter (How Green Was My Valley)
- 1942: Der Seeräuber (The Black Swan)
- 1943: Hello, Frisco, Hello
- 1943: Crash Dive
- 1943: Laurel und Hardy: Die Wunderpille (Jitterbugs)
- 1943: Der Tänzer auf den Stufen (Stormy Weather)
- 1943: Ein himmlischer Sünder (Heaven Can Wait)
- 1943: Holy Matrimony
- 1943: Guadalkanal – die Hölle im Pazifik (Guadalcanal Diary)
- 1943: Laurel und Hardy: Die Tanzmeister (The Dancing Masters)
- 1943: Das Lied von Bernadette (The Song of Bernadette)
- 1943: The Gang’s All Here
- 1943: Die Waise von Lowood (Jane Eyre)
- 1944: The Fighting Lady (Kartenmaterial)
- 1944: Irish Eyes Are Smiling
- 1944: Das Rettungsboot (Lifeboat)
- 1944: Scotland Yard greift ein (The Lodger)
- 1944: Fünf Helden (The Sullivans)
- 1944: Buffalo Bill, der weiße Indianer (Buffalo Bill)
- 1944: Zu Hause in Indiana (Home in Indiana)
- 1944: Mission im Pazifik (Wing and a Prayer)
- 1944: Wilson
- 1944: Sweet and Low-Down
- 1944: Laurel und Hardy: Der große Knall (The Big Noise)
- 1944: Greenwich Village
- 1944: Laura
- 1944: Der Sonntagsgast (Sunday Dinner for a Soldier)
- 1944: Schlüssel zum Himmelreich (The Keys of the Kingdom)
- 1945: Ein Baum wächst in Brooklyn (A Tree Grows in Brooklyn)
- 1945: Thunderhead – der vierbeinige Teufel (Thunderhead, Son of Flicka)
- 1945: Skandal bei Hofe (A Royal Scandal)
- 1945: Laurel und Hardy: Die Stierkämpfer (The Bullfighters)
- 1945: Die tollkühnen Abenteuer des Captain Eddie (Captain Eddie)
- 1945: Jahrmarkt der Liebe (State Fair)
- 1945: Das Haus in der 92. Straße (The House on 92nd Street)
- 1945: Dolly Sisters (The Dolly Sisters)
- 1945: Mord in der Hochzeitsnacht (Fallen Angel)
- 1945: Todsünde (Leave Her to Heaven)
- 1946: Shock
- 1946: Weißer Oleander (Dragonwyck)
- 1946: Feind im Dunkel (The Dark Corner)
- 1946: Sinfonie in Swing (Do You Love Me?)
- 1946: Irgendwo in der Nacht (Somewhere in the Night)
- 1946: Cluny Brown auf Freiersfüßen (Cluny Brown)
- 1946: Smoky, König der Prärie (Smoky)
- 1946: Anna und der König von Siam (Anna and the King of Siam)
- 1946: Centennial Summer
- 1946: Faustrecht der Prärie (My Darling Clementine)
- 1946: Auf Messers Schneide (The Razor's Edge)
- 1947: Eine Welt zu Füßen (The Foxes of Harrow)
- 1947: Bumerang (Boomerang)
- 1947: Endspurt (The Homestretch)
- 1947: Ein Gespenst auf Freiersfüßen (The Ghost and Mrs. Muir)
- 1947: Das Wunder von Manhattan (Miracle on 34th Street)
- 1947: Der Todeskuß (Kiss of Death)
- 1947: Der Scharlatan (Nightmare Alley)
- 1947: Amber, die große Kurtisane (Forever Amber)
- 1947: Tabu der Gerechten (Gentleman's Agreement)
- 1947: Daisy Kenyon (Daisy Kenyon)
- 1947: Der Hauptmann von Kastilien (Captain from Castile)
- 1947: Karneval in Costa Rica (Carnival in Costa Rica)
- 1948: Deep Waters
- 1948: The Walls of Jericho
- 1948: When My Baby Smiles at Me
- 1948: Kennwort 777 (Call Northside 777)
- 1948: Scudda Hoo! Scudda Hay!
- 1948: Belvedere, das verkannte Genie (Sitting Pretty)
- 1948: Rache ohne Gnade (Fury at Furnace Creek)
- 1948: Straße ohne Namen (The Street With No Name)
- 1948: Die Frau im Hermelin (That Lady in Ermine)
- 1948: The Luck of the Irish
- 1948: Schrei der Großstadt (Cry of the City)
- 1948: Eine Dachkammer für zwei (Apartment for Peggy)
- 1948: Nachtclub-Lilly (Road House)
- 1948: Die Schlangengrube (The Snake Pit)
- 1948: Die Ungetreue (Unfaithfully Yours)
- 1948: Ich heirate dich doch (That Wonderful Urge)
- 1948: Herrin der toten Stadt (Yellow Sky)
- 1949: Ein Brief an drei Frauen (A Letter to Three Wives)
- 1949: Seemannslos (Down to the Sea in Ships)
- 1949: Der Liebesprofessor (Mother Is a Freshman)
- 1949: It Happens Every Spring
- 1949: Blutsfeindschaft (House of Strangers)
- 1949: …und der Himmel lacht dazu (Come to the Stable)
- 1949: Sand
- 1949: Sturmflug (Slattery's Hurricane)
- 1949: Ich war eine männliche Kriegsbraut (I Was a Male War Bride)
- 1949: Gefahr in Frisco (Thieves’ Highway)
- 1949: Pinky
- 1949: In den Klauen des Borgia (Prince of Foxes)
- 1949: Dancing in the Dark
- 1949: Der Kommandeur (Twelve O’Clock High)
- 1949: Wenn meine Frau das wüßte (Everybody Does It)
- 1949: Mr. Belvedere kann alles besser (Mr. Belvedere Goes to College)
- 1949: Der Schlagerkönig (Oh, You Beautiful Doll)
- 1949: Lady Windermeres Fächer (The Fan)
- 1950: Der geheimnisvolle Ehemann (The Jackpot zu)
- 1950: Frau am Abgrund (Whirlpool)
- 1950: So ein Pechvogel (When Willie Comes Marching Home)
- 1950: Drei kehrten heim (Three Came Home)
- 1950: Im Dutzend billiger (Cheaper by the Dozen)
- 1950: Varieté-Prinzessin (Wabash Avenue)
- 1950: A Ticket to Tomahawk
- 1950: Es begann mit einem Kuß (The Big Lift)
- 1950: Der Scharfschütze (The Gunfighter)
- 1950: Unter Geheimbefehl (Panic in the Streets)
- 1950: Faustrecht der Großstadt (Where the Sidewalk Ends)
- 1950: Der gebrochene Pfeil (Broken Arrow)
- 1950: Der Haß ist blind (No Way Out)
- 1950: Mister 880
- 1950: I’ll Get By
- 1950: Vorposten in Wildwest (Two Flags West)
- 1950: Alles über Eva (All About Eve)
- 1950: Stella
- 1950: Der Held von Mindanao (American Guerrilla in the Philippines)
- 1951: Okinawa (Halls of Montezuma)
- 1951: The 13th Letter
- 1951: Vierzehn Stunden (Fourteen Hours)
- 1951: Insel der zornigen Götter (Bird of Paradise)
- 1951: Zwei in der Falle (Rawhide)
- 1951: The House on Telegraph Hill
- 1951: An der Riviera (On the Riviera)
- 1951: Froschmänner (The Frogmen)
- 1951: Mr. Belvederes zweite Jugend (Mr. Belvedere Rings the Bell)
- 1951: As Young as You Feel
- 1951: Vergeltung am Teufelssee (The Secret of Convict Lake)
- 1951: David und Bathseba (David and Bathsheba)
- 1951: People Will Talk
- 1951: Der Tag, an dem die Erde stillstand (The Day the Earth Stood Still)
- 1951: Rommel, der Wüstenfuchs (The Desert Fox: The Story of Rommel)
- 1951: Die Piratenkönigin (Anne of the Indies)
- 1951: Let’s Make It Legal
- 1951: Golden Girl
- 1951: Der letzte Angriff (Fixed Bayonets)
- 1951: Cornelia tut das nicht (Elopement)
- 1951: The Model and the Marriage Broker
- 1952: Gesetz der Peitsche (Kangaroo)
- 1952: Die Feuerspringer von Montana (Red Skies of Montana)
- 1952: Viva Zapata! (Viva Zapata!)
- 1952: Der Fall Cicero (Five Fingers)
- 1952: Mit einem Lied im Herzen (With a Song in My Heart)
- 1952: Schwarze Trommeln (Lydia Bailey)
- 1954: 20.000 Meilen unter dem Meer (20.000 Leagues Under the Sea)
- 1954: Der Talisman (King Richard and the Crusaders)
- 1956: In 80 Tagen um die Welt (Around the World in Eighty Days)
- 1954: Die Gladiatoren (Demetrius and the Gladiators)
- 1954: Fluß ohne Wiederkehr (River of No Return)
- 1954: Der Garten des Bösen (Garden of Evil)
- 1954: Der Würger von Coney Island (Gorilla at Large)
- 1954: Desirée
- 1954: Die gebrochene Lanze (Broken Lance)
- 1954: Die Spinne (Black Widow)
- 1954: Drei Münzen im Brunnen (Three Coins in the Fountain)
- 1954: Prinz Eisenherz (Prince Valiant)
- 1954: Sinuhe der Ägypter (The Egyptian)
- 1955: Am fernen Horizont (Untamed)
- 1955: Daddy Langbein (Daddy Long Legs)
- 1955: Das Mädchen auf der roten Samtschaukel (The Girl in the Red Velvet Swing)
- 1955: Die sieben goldenen Städte (Seven Cities of Gold)
- 1955: Die jungfräuliche Königin (The Virgin Queen)
- 1955: Guten Morgen, Miss Fink (Good Morning, Miss Dove)
- 1955: König der Schauspieler (Prince of Players)
- 1955: Die linke Hand Gottes (The Left Hand of God)
- 1955: Alle Herrlichkeit auf Erden (Love Is a Many-Splendored Thing)
- 1955: Tokio-Story (House of Bamboo)
- 1955: Treffpunkt Hongkong (Soldier of Fortune)
- 1955: Der große Regen (The Rains of Ranchipur)
- 1956: Testpiloten (On the Threshold of Space)
- 1956: Der Mann im grauen Flanell (The Man in the Gray Flannel Suit)
- 1956: Die Männer um Hilda Crane (Hilda Crane)
- 1956: Bungalow der Frauen (The Revolt of Mamie Stover)
- 1956: The Dark Wave (Dokumentar-Kurzfilm)
- 1956: 23 Schritte zum Abgrund (23 Paces to Baker Street)
- 1956: Der König und ich (The King and I)
- 1956: Eine Handvoll Hoffnung (Bigger Than Life)
- 1956: Bus Stop (Bus Stop)
- 1956: Moderne Jugend (Teenage Rebel)
- 1956: Pulverdampf und heiße Lieder (Love Me Tender)
- 1957: Giftiger Schnee (A Hatful of Rain)
- 1957: Die große Liebe meines Lebens (An Affair to Remember)
- 1957: Eine Frau, die alles weiß (Desk Set)
- 1957: Kiss Them for Me
- 1957: Fenster ohne Vorhang (No Down Payment)
- 1957: Oh, Men! Oh, Women!
- 1957: Glut unter der Asche (Peyton Place)
- 1957: Duell im Atlantik (The Enemy Below)
- 1957: Zwischen Madrid und Paris (The Sun Also Rises)
- 1957: Eva mit den drei Gesichtern (The Three Faces of Eve)
- 1957: Rächer der Enterbten (The True Story of Jesse James)
- 1957: Die Spur zum Gold (The Way to the Gold)
- 1957: Wo alle Straßen enden (The Wayward Bus)
- 1957: Die unsichtbare Front (Three Brave Men)
- 1957: Sirene in Blond (Will Success Spoil Rock Hunter?)
- 1958: Ein gewisses Lächeln  (A Certain Smile)
- 1958: Keine Angst vor scharfen Sachen (Rally ’round the Flag, Boys!)
- 1958: Sing, Boy, Sing
- 1958: South Pacific
- 1958: Ein Mann in den besten Jahren (Ten North Frederick)
- 1958: Der Barbar und die Geisha (The Barbarian and the Geisha)
- 1958: Bravados (The Bravados)
- 1958: Der Killer mit der sanften Stimme (The Fiend Who Walked the West)
- 1958: Die Fliege (The Fly)
- 1958: Das Geschenk der Liebe (The Gift of Love)
- 1958: Kampfflieger (The Hunters)
- 1958: Der lange, heiße Sommer (The Long, Hot Summer)
- 1958: Die jungen Löwen (The Young Lions)
- 1959: Das Tagebuch der Anne Frank (The Diary of Anne Frank)
- 1959: Die Reise zum Mittelpunkt der Erde (Journey to the Center of the Earth)
- 1959: Die Krone des Lebens (Beloved Infidel)
- 1959: Der Zwang zum Bösen (Compulsion)
- 1959: Die Rückkehr der Fliege (The Return of the Fly)
- 1959: Fünf Tore zur Hölle  (Five Gates to Hell)
- 1959: Ferien für Verliebte (Holiday for Lovers)
- 1959: Engel auf heißem Pflaster (Say One for Me)
- 1959: The Man Who Understood Women
- 1959: The Miracle of the Hills
- 1959: Alle meine Träume (The Best of Everything)
- 1959: Der blaue Engel (The Blue Angel)
- 1959: The Rookie
- 1959: Fluch des Südens (The Sound and the Fury)
- 1959: Sensation auf Seite 1 (The Story on Page One)
- 1959: Tausend Berge  (These Thousand Hills)
- 1959: Warlock (Warlock)
- 1959: Ungebändigt (Woman Obsessed)
- 1960: Can-Can
- 1960: Von der Terrasse (From the Terrace)
- 1960: Sieben Diebe (Seven Thieves)
- 1960: Wilder Strom (Wild River)
- 1962: Sturm über Washington (Advise and Consent)
- 1963: Der Kardinal (The Cardinal)
- 1964: Der Kandidat (Best Man)
- 1969: Verschollen im Weltraum  (Marooned)
- 1971: The Love Machine
- 1972: Jede Stimme zählt (Stand up and Be Counted)
- 1975: Männer des Gesetzes (Posse)
- 1977: Flight to Holocaust
- 1978: Ladies mit weißer Weste (Perfect Gentlemen)